# Gillonnay
Gillonnay este o comună în departamentul Isère din sud-estul Franței. În 2009 avea o populație de 961 de locuitori.

## Evoluția populației
| An        | 1975 | 1982 | 1990 | 1999 | 2006 | 2009 |
| --------- | ---- | ---- | ---- | ---- | ---- | ---- |
| Populație | 564  | 656  | 704  | 825  | 924  | 961  |